# Minami Shuto
Shuto Minami (南 秀仁 (Nam Tú-Nhân) Minami Shūto, sinh ngày 5 tháng 5 năm 1993) là một cầu thủ bóng đá người Nhật Bản thi đấu cho Montedio Yamagata.

## Thống kê sự nghiệp

### Câu lạc bộ
Cập nhật đến ngày 23 tháng 2 năm 2018.
| Câu lạc bộ        | Mùa giải | Giải vô địch | Giải vô địch | Cúp Hoàng đế Nhật Bản | Cúp Hoàng đế Nhật Bản | Tổng    | Tổng      |
| Câu lạc bộ        | Mùa giải | Số trận      | Bàn thắng    | Số trận               | Bàn thắng             | Số trận | Bàn thắng |
| ----------------- | -------- | ------------ | ------------ | --------------------- | --------------------- | ------- | --------- |
| Tokyo Verdy       | 2010     | 2            | 1            | -                     | -                     | 2       | 1         |
| Tokyo Verdy       | 2011     | 0            | 0            | 0                     | 0                     | 0       | 0         |
| Tokyo Verdy       | 2012     | 4            | 0            | 0                     | 0                     | 4       | 0         |
| Machida Zelvia    | 2013     | 3            | 1            | -                     | -                     | 3       | 1         |
| Tokyo Verdy       | 2014     | 23           | 2            | 1                     | 0                     | 24      | 2         |
| Tokyo Verdy       | 2015     | 37           | 10           | 0                     | 0                     | 37      | 10        |
| Tokyo Verdy       | 2016     | 17           | 0            | 3                     | 0                     | 20      | 0         |
| Montedio Yamagata | 2017     | 2            | 0            | 0                     | 0                     | 2       | 0         |
| Tổng              | Tổng     | 88           | 14           | 4                     | 0                     | 92      | 14        |